# 법계 (역사)
법계(法階)는 크게 다음의 두 가지 뜻이 있다.
1. 불교 수행자를 성취도의 차이에 따라 계위를 매긴 수행 등급
2. 고려 · 조선 시대에 나라에서 승과에 급제한 승려에게 내려 준 등급 및 1961년에 제정된 승니법(僧尼法)에 의한 등급

이하의 내용은 이들 중 두 번째에 대해 다루고 있다. 한국에서 법계제도는 고려 광종(光宗) 때부터 시작되었다.

## 고려의 법계
한국에서 법계제도는 고려 광종(光宗) 때부터 시작되었고, 선종 때는 문과(文科)와 마찬가지로 3년마다 한 번씩 승과(僧科)가 있어, 그 결과에 의하여 법계가 정해졌다.
당시 선종(禪宗)과 교종(敎宗)의 법계는 다음과 같았다. 즉, 삼중대사(三重大師)까지의 법계가 동일하며 그 이후에서 선종과 교종의 법계가 서로 다르다. 그리고 삼중대사 이상의 법계에서 왕사(王師) · 국사(國師)가 될 자격을 가졌다.
선종의 법계
대선(大選) ― 중덕(中德) ― 대덕(大德) ― 대사(大師) ― 중대사(重大師) ― 삼중대사(三重大師) ― 선사(禪師) ― 대선사(大禪師)
교종의 법계
대선(大選) ― 중덕(中德) ― 대덕(大德) ― 대사(大師) ― 중대사(重大師) ― 삼중대사(三重大師) ― 수좌(首座) ― 승통(僧統)

## 조선의 법계
조선 명종(明宗: 재위 1545~1567) 때 보우(普雨)에 의하여 다시 승과가 있게 되어, 다섯 등급으로 나뉘었다. 이 제도는 조선의 억불숭유 정책에 의해 곧 없어졌다.
선종의 법계
대선(大選) ― 중덕(中德) ― 대선(大禪) ― 대선사(大禪師) ― 도대선사(都大禪師)
교종의 법계
대선(大選) ― 중덕(中德) ― 대덕(大德) ― 대사(大師) ― 도대사(都大師)

## 승니법의 법계
1961년 6월 21일에 제정된 승니법(僧尼法) 제8장에는 정덕(淨德) · 중덕(中德) · 대덕(大德) · 종사(宗師) · 대종사(大宗師)의 다섯 등급으로 되어 있고, 고시(考試)에 합격된 자에게 법계증서를 준다.

## 참고 문헌
- 이 문서에는 다음커뮤니케이션(현 카카오)에서 GFDL 또는 CC-SA 라이선스로 배포한 글로벌 세계대백과사전의 내용을 기초로 작성된 글이 포함되어 있습니다.